# Aero L-29
Aero L-29 Delfin (sau Maya după codificarea NATO) este un avion cu reacție de antrenament, produs de compania cehoslovacă Aero Vodochody și care a avut primul zbor în 1957. După Pactul de la Varșovia, L-29 a devenit avionul oficial de antrenament utilizat de către toate țările semnatare.

## Proiectarea
La sfârșitul anilor 1950, Uniunea Sovietică a hotărât înlocuirea avioanelor de antrenament cu piston, cu unele cu reacție. Astfel compania Aero a prezentat pe 5 aprilie 1959, prototipul XL-29 conceput de Z. Rublič și K. Tomáš. Primul prototip a fost propulsat de un motor British Bristol Siddeley Viper, fiind urmat de un al doilea dotat cu un motor cehoslovac Motorlet M-701. După semnarea Pactul de la Varșovia, din 1961 s-a hotărât alegerea unui avion cu reacție de antrenament unic pentru toate țările membre. Astfel, pe lângă L-29 Delfin, în competiție au mai intrat și avionul rusesc Iakovlev Iak-30 și TPZL TS-11 Iskra (polonez). În cele din urmă, L-29 a câștigat devenind avionul de antrenament în toate țările din Blocul de Est cu excepția Poloniei.

## Operatori

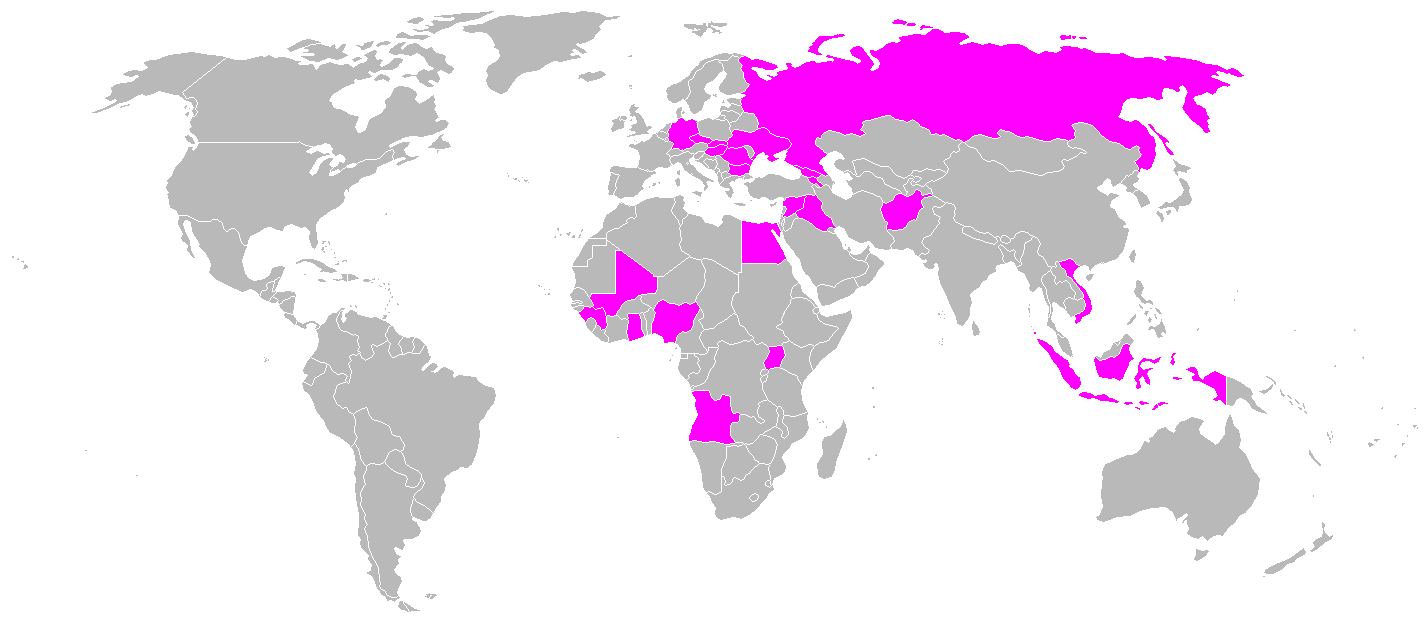
Harta cu țările care au folosit acest avion

AfganistanForțele Aeriene Afgane au utilizat 24 de avioane între 1978 și 1999.
 ArmeniaForțele Aeriene Armene au scos din serviciu acest avion în 1996.
 BulgariaForțele Aeriene Bulgare
 CehiaForțele Aeriene Cehe a operat 400 de bucăți.
 Republica Democrată GermanăForțele Aeriene Germane de Est
 EgiptForțele Aeriene Egiptene
 GeorgiaForțele Aeriene Georgiene
 GhanaForțele Aeriene Ghaneze
 Guineea
 UngariaForțele Aeriene Ungare
 IndoneziaForțele Aeriene Indoneziene
 IrakForțele Aeriene Irakiene
 Mali
 NigeriaForțele Aeriene Nigeriene
 RomâniaForțele Aeriene Române - toate avioanele au fost retrase în 2006.
 UgandaForțele Aeriene Ugandeze
 Uniunea Sovieticăpână la 2.000 de aparate au fost utilizate.
- DOSAAF
- Forțele Aeriene Sovietice

 SlovaciaForțele Aeriene Slovace
 SiriaForțele Aeriene Siriene
 VietnamForțele Aeriene Populare Vietnameze

## Specificații
Caracteristici generale
- Echipaj: 2 (student și instructor)
- Lungimea: 10,8m;
- Înălțimea: 3,12m;
- Anvergura: 10,3m.
- Suprafața aripilor: 19,8 m2
- Greutate: 2.280 kg
- Greutate (cu încărcătură): 3.286 kg
- Motor: un motor cu reacție Motorlet M-701 C500, cu o tracțiune de 8,7 kN

Performanțe
- Viteză maximă: 820 km/h
- Distanța maximă de zbor: 850 km
- Altitudine maximă: 11.500 m
- Plafonul static: 6.000 m

Armament
- 200 kg pe acroșajele exterioare, ce pot include blocuri de proiectile reactive sau bombe clasice